# Miraflores (Pando)
Miraflores ist eine Ortschaft im Departamento Pando im Tiefland des südamerikanischen Andenstaates Bolivien.

## Lage im Nahraum
Miraflores liegt in der Provinz Madre de Dios und ist der größte Ort im Cantón Trinidad im Municipio Puerto Gonzales Moreno. Die Ortschaft liegt auf einer Höhe von 162 m am rechten, südlichen Ufer des Río Madre de Dios, achtzig Kilometer bevor der Fluss Riberalta erreicht und dort in den Río Beni mündet.

## Geographie
Miraflores liegt im bolivianischen Teil des Amazonasbeckens an einem der Zuflüsse des Río Beni.
Die mittlere Durchschnittstemperatur der Region liegt bei 26 °C (siehe Klimadiagramm Riberalta) und schwankt nur unwesentlich zwischen rund 25 °C von April bis August und knapp 28 °C im Dezember. Der Jahresniederschlag beträgt etwa 1300 mm, bei einer ausgeprägten Trockenzeit von Juni bis August mit Monatsniederschlägen unter 20 mm, und einer Feuchtezeit von Dezember bis Januar mit über 200 mm Monatsniederschlag.

## Verkehrsnetz
Miraflores liegt 275 Kilometer Luftlinie und 487 Straßenkilometer östlich von Cobija, der Hauptstadt des Departamentos.
Von Cobija aus führt die 370 km lange Nationalstraße Ruta 13 nach Osten bis El Triangulo, von dort die Ruta 8 über 69 km nach Norden bis zur Stadt Riberalta am rechten Ufer des Río Beni gegenüber der Mündung des Río Madre de Dios. Von Riberalta aus führen dann zwei unbefestigte kurze Straßenstücke und eine Überquerung des Río Beni in westlicher Richtung über Las Piedras direkt nach Puerto Gonzalo Moreno und von dort 30 Kilometer nach Westen nach Miraflores.

## Bevölkerung
Die Einwohnerzahl der Ortschaft ist in dem Jahrzehnt zwischen den beiden letzten Volkszählungen um die Hälfte angestiegen:
| Jahr | Einwohner         | Quelle       |
| ---- | ----------------- | ------------ |
| 1992 | keine Detaildaten | Volkszählung |
| 2001 | 435               | Volkszählung |
| 2012 | 667               | Volkszählung |
| 2024 |                   | Volkszählung |